# 小行星1166
小行星1166（1166 Sakuntala）是一颗围绕太阳公转的小行星。1930年6月27日，普拉斯科夫亞·帕爾科緬科（Praskovjya Parchomenko）在克里米亚发现了此天体。
該小行星以迦梨陀娑作品《沙恭達羅》命名。
这颗小行星的绝对星等为189.7892768246192等。